# Jobi McAnuff
Jobi McAnuff (Edmonton, 9 november 1981) is een Engels-Jamaicaans voetballer die als middenvelder speelt. In juli 2014 verruilde hij Reading FC voor Leyton Orient FC. McAnuff maakte in 2002 zijn debuut in het Jamaicaans voetbalelftal.

## Clubcarrière
McAnuff begon zijn loopbaan bij Wimbledon FC, waar hij tweeënhalf jaar speelde. In de seizoenen 2001/02, 2002/03 en 2003/04 kwam hij met de club in actie in de tweede divisie van Engeland; in de laatstgenoemde jaargang degradeerde de club uit de Division One en vertrok McAnuff bij Wimbledon. In totaal speelde hij 96 competitiewedstrijden voor de club, waarin hij dertien doelpunten maakte. Op 1 januari 2004 nam West Ham United hem over voor een transferbedrag van circa een half miljoen pond. Bij West Ham speelde hij maar een half jaar: veertien wedstrijden en één doelpunt. In de zomer van 2004 verruilde McAnuff de club transfervrij en ging hij spelen voor Cardiff City. McAnuff speelde één jaar bij de Welshe club en vervolgde in de zomer van 2005 zijn carrière bij Crystal Palace. Net als bij Crystal Palace (2005–2007) was McAnuff bij zijn volgende club, Watford FC, twee seizoenen actief (2007–2009). In twee seizoenen in de Championship en het begin van het derde seizoen speelde hij voor Watford in 84 wedstrijden, waarin hij vijfmaal trefzeker was. Een transfer naar Reading FC, McAnuffs zesde club in de Championship, volgde in juli 2009; op 8 augustus debuteerde hij voor de club in het competitieduel tegen Doncaster Rovers FC (1–1). Met Reading werd McAnuff in het seizoen 2011/12 kampioen van de tweede divisie van Engeland, waardoor promotie naar de Premier League werd afgedwongen voor het seizoen 2012/13. McAnuff eindigde in het klassement van meeste assists op een gedeelde vijfde plaats (11), met de Schot Chris Burke als aanvoerder van de lijst (16). Op 18 augustus 2012 speelde McAnuff zijn eerste wedstrijd op het hoogste competitieniveau van Engeland tegen Stoke City (1–1). Gedurende de jaargang kwam hij in alle wedstrijden van Reading in de Premier League in actie, als enige speler van de club. Hij maakte geen doelpunten, maar gaf wel zeven assists. Reading eindigde het seizoen op de negentiende plaats en degradeerde na één seizoen uit de Premier League, terug naar de Championship. In tegenstelling tot de jaargang 2012/13 stond McAnuff in het volgende seizoen minder wedstrijden in het basiselftal, 28 basisplaatsen in 35 gespeelde competitiewedstrijden. In mei 2014 maakte Reading bekend het contract van McAnuff niet te verlengen, waardoor hij transfervrij werd. In juli tekende McAnuff vervolgens een contract voor twee seizoenen bij Leyton Orient, dat in het seizoen 2014/15 speelde in de Football League One. Met Leyton degradeerde hij in zijn eerste seizoen bij de club uit de League One; hij speelde 38 wedstrijden (waaronder vier bekerwedstrijden) en was driemaal trefzeker.

## Interlandcarrière
Jobi McAnuff maakte zijn debuut in het Jamaicaans voetbalelftal op 18 mei 2002 in een vriendschappelijke interland tegen Nigeria (1–0 verlies). In de 55ste minuut verving hij Omar Daley. Elf jaar lang werd hij vervolgens niet opgeroepen voor het nationaal elftal, tot in februari 2013 voor een WK-kwalificatiewedstrijd tegen Mexico (0–0). In 2013 speelde McAnuff vervolgens mee in alle resterende wedstrijden in het kwalificatietoernooi voor het wereldkampioenschap voetbal 2014. In november 2014 was McAnuff een vaste kracht in het Jamaicaans elftal tijdens de Caribbean Cup, georganiseerd in eigen land. Jamaica bereikte de finale, waarin Trinidad en Tobago na strafschoppen met 4–3 werd verslagen. McAnuff benutte de tweede strafschop aan Jamaicaanse zijde, nadat Jermaine Taylor ook raak schoot. In juni 2015 was McAnuff in Chili actief op de Copa América 2015, waarvoor Jamaica als CONCACAF-lid was uitgenodigd. Jamaica verloor de drie groepswedstrijden elk met 1–0; McAnuff speelde alles mee. Twee dagen na het laatste groepsduel werd hij ook opgenomen in de selectie voor de CONCACAF Gold Cup 2015, die voor Jamaica op 8 juli 2015 tegen Costa Rica van start ging. In de 48ste minuut maakte McAnuff zijn eerste interlanddoelpunt en bepaalde daarmee de eindstand van het duel op 2–2.